# Стрічково-візковий конвеєр
Конвеєр стрічково-візковий (рос. конвейер ленточно-тележечный, англ. car-belt conveyor; нім. Kastenbandförderer m, Bandwagenförderer m) – різновид конвеєра стрічкового, в якому тягонесуча стрічка лежить на ходових опорах-візках і переміщається разом з ними. Стрічково-візковий ковеєр дозволяє транспортувати скельні породи, розміри окремих шматків яких сумірні з шириною стрічки. Стрічково-візковий ковеєр запропонований вітчизняним вченим А.О. Співаковським. Перевагами цього типу конвеєра в порівнянні з конвеєром стрічковим є менший коефіцієнт опору руху (0,02) і велика довговічність стрічки при транспортуванні скельних вантажів. Параметри ковеєрів, що застосовуються на руднику «Юкспорський»: ширина стрічки конвеєрів 1600 мм, швидкість руху 1 м/с, технічна продуктивність по руді 2500 т/год, досягнута експлуатаційна - 8000 т/зміну, відстань транс-портування 210 м, максимальний розмір шматків руди 1200-1400 мм; на руднику «Жанатас» ВО «Каратау»: ширина стрічки 1600 мм, швидкість руху 1,6 м/с, технічна продуктивність по породі 2100 т/год. Використання стрічково-візкових ковеєрів створює можливість забезпечення потокової технології підземного видобутку міцних руд. Перспективним є використання стрічково-візкових ковеєрів на відкритих гірничих роботах при циклічно-потоковій технології для транспортування крупногрудкової породи і руди без повторного дроблення.